# Латек

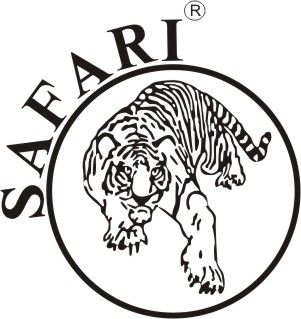
Малюнок

ТОВ «Латек» — українське приватне підприємство, спеціалізується на виробництві мисливської гладкоствольної зброї, травматичної зброї та набоїв до неї, пневматичної зброї і револьверів під набій Флобера калібру 4 мм. Розташоване в Харкові.

## Історія
Свою діяльність ТОВ «Латек» почало в 1997 році з випуску мисливських гладкоствольних напівавтоматичних рушниць ALTAY 12 кал. До 2000 року до модельного ряду мисливських рушниць додалися напівавтоматичні рушниці 20 кал ALTAY 20 і помпові рушниці 12 калібру SAFARI ПН-001, на сьогодні в асортименті мисливських рушниць ТОВ «Латек», ще є модель напівавтомата для лівші і двоствольна рушниця з вертикальним розташуванням стволів Churchill 12 кал.
У 2000 році ТОВ «Латек» приступило до випуску травматичного револьвера SAFARI 820 G калібру 9 мм РА. У подальшому до лінійки травматичної зброї яку випускає ТОВ Латек додалося ще три травматичних пістолета: SAFARI MINI кал. 9 мм. РА, SAFARI GP-910 кал. 9 мм. РА, SAFARI TF кал. 9 мм РА., Також підприємство випускає травматичний пістолетний патрон кал. 9 мм. РА SAPARI — P.

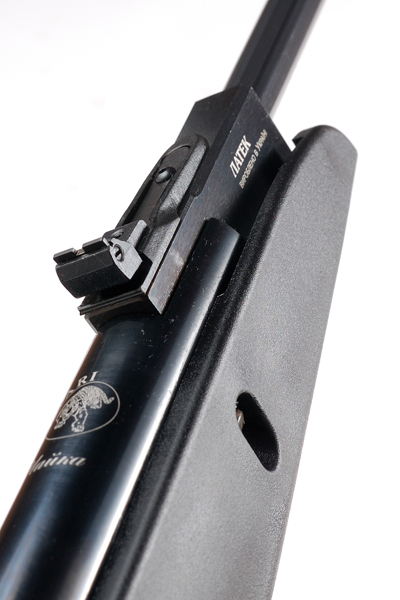

У 2004 році підприємство освоїло виробництво нового на той час для України вироби: револьвер під патрон Флобера калібру 4 мм. Лінійка даних револьверів називається Сафарі РФ. Для випуску даного револьвера ТОВ «Латек» налагодило виробництво нарізних стволів калібру 4 мм, наступним кроком було виготовлення нарізних стволів калібру 4,5 мм і як результат в 2011 році ТОВ «Латек» завершило розробку і запуск в серію першої української пневматичної пружинно-поршневої гвинтівки Чайка кал . 4,5 мм. Так само в переліку продукції підприємства Латек є вимірювач бойових характеристик ИБХ-731, який дозволяє вимірювати швидкість і розраховує енергетику снаряда, як мисливського дробового так і куль нарізної зброї різних калібрів. Приладом ИБХ-731 оснащено багато криміналістичних центрив України.
На сьогоднішній день ТОВ Латек має потужну виробничу базу: сучасні обробні верстати з ЧПУ, ливарні машини, свій деревообробний цех. Вся продукція ТОВ Латек має сертифікати відповідності.
Свою зброю підприємство демонструвало на міжнародних виставках озброєнь: «Зброя та безпека-2004», «Зброя та безпека-2005», «Зброя та безпека-2006», «Зброя та безпека-2007», «Зброя та безпека-2008», " Зброя та безпека-2009 ", " Зброя та безпека-2010 ", " Зброя та безпека-2014 ", " Зброя та безпека-2015 ", " Зброя та безпека-2016 ", " Зброя та безпека-2017 ", " IWA — 2015 ", " IWA — 2016 ", " IWA — 2017 "

## Продукція
- Травматичні пістолети: SAFARI MINI, SAFARI GP-910, SAFARI TF,
- Травматичні револьвери: SAFARI 820 G, SAFARI 820 G  Steel,
- Травматичні патроні: SAFARI-Р
- Мисливська гладкоствольна зброя: ALTAY 12 кал и 20 кал., Churchill 12 кал, ;
- Мисливськи помпови рушниці: SAFARI ПН-001   кал. 12,
- Пневматична  гвинтівка: "Чайка",
- Револьвери під патрон Флобера калібру 4 мм : SAFARI РФ, SAFARI Sport
- Вимірювач бойових характеристик: ИБХ-731